# Celleporaria multiformatata
Celleporaria multiformatata är en mossdjursart som beskrevs av Liu 200. Celleporaria multiformatata ingår i släktet Celleporaria och familjen Lepraliellidae. Inga underarter finns listade i Catalogue of Life.